# Søren Poulsen Gotlænder Judichær
Søren Poulsen Gotlænder Judichær (født 15. maj 1599, død august 1668) var en dansk præst og sprogmand, der bar sit tilnavn Gullænder efter sin fædrenegård Dommerarv på Gulland, Gotland, hvor han blev født.
Faderen, Poul Sørensen, blev senere
præst på øen; moderen var søster til den bekendte
krypto-calvinist professor Iver Stub.
Judichær synes livet
igennem at have bevaret ungdomsindtrykkene af natur- og
menneskeliv på det skønne Gulland, hvor han indtil sit 17. år gik
i Visby skole. Derpå kom han til Roskilde, men dimitteredes
først 1621 fra Frue Skole i København.

## Studierejse, embeder og familieforhold
Efter et års studier i Nordtyskland, især i Königsberg, blev han 1624 hører, hjælpelærer, ved Frue Skole og kort efter inspektør ved Valkendorfs Kollegium og kommunitetsprovst. 1627 befordredes han til rektor i Vordingborg og blev 1631 magister. Sit embede, et af de mindre gode i landet,synes han at have passet med omhu, indtil han 1635 nedlagde det og vendte tilbage til universitetet for at drive teologiske og matematiske studier.
1637 blev han kaldet til præst i Slangerup og ægtede samme år forgængerens enke, Kirstine Nielsdatter. Også dette embede var ringe og blev endnu dårligere ved Svenskekrigens hærgninger. Judichær synes at have været en noget trættekær mand, der lå i jævnlige processer med sine kapellaner, degne og naboer. Alligevel finder vi ham senere udnævnt til provst i Lynge Herred. I sin høje alder indgik han 1665 andet ægteskab med en præsteenke, Sophie Olufsdatter, men vides ikke at have efterladt børn ved sin død i august 1668.

## Litterær betydning
Litterær betydning har Judichær som et led i den række af danske sprogmænd, der i det 17. århundrede under påvirkning af tysk efterrenæssance stræbte at uddanne modersmålet teoretisk og hæve det til højde med de europæiske kultursprog. Bevægelsen begyndte i digtekunsten med Anders Arrebo, der som præst i Vordingborg arbejdede på sit «Hexaëmeron» netop i de samme år, da Judichær var rektor ved skolen.
Uden at der vides noget om et nærmere forhold mellem de to mænd, tør man vel forudsætte, at Arrebos modernere poetiske syn ikke har været uden indflydelse på den yngre værkfælle. Men Judichærs opmærksomhed for
modersmålets brøst og mangler var dog vakt allerede tidligere af hans fader, der i hans barndom sang tyske sange og fandt dem «nettere efter Melodien gjorte» end tidens danske, hvilket sønnen siden sandede under sit ophold i Tyskland, hvor han må have lagt sig efter tysk og hollandsk metrik.

### Kirkesang og salmedigtning
Da nu kirkesang og sang for dørene var en af latinskolens og dens disciples vigtigste indtægtskilder, fandt Judichær sig som rektor foranlediget til selv at skrive vers og rette salmerne efter metrikkens regler samt at begynde arbejdet på en prosodi, hvortil han opmuntredes af sin biskop, Hans Poulsen Resen. Salmedigtning var den eneste gren af poesien, den tid tillagde alvorlig betydning, og det var også i dens tjeneste, at Resens efterfølger, biskop Jesper Rasmussen Brochmand, for alvor tog Judichærs evner i brug.
Efter at være forflyttet til Slangerup, fik han nemlig 1641 fra biskoppen sendt en salmebog til gennemsyn og rettelse med hensyn til rim, stavelsetal og ordmål samt melodier, for så vidt disse var lånt fra "ufine Sange", det vil sige verdslige sange og gadeviser. Meningen var, at den således forbedrede salmebog skulle sættes i musik af den kongelige kapelmester Jacob Ørn og udkomme i trykken. Men som så mange større litterære foretagender på den tid, strandede også dette på pengemangel og blev liggende i håndskrift, tillige med den store prosodi, hvori Judichær havde udviklet de ved arbejdet fulgte metriske regler. Foreløbig udkom kun et uddrag af denne under titel Synopsis prosodiæ Danicæ eller kort Exstrakt af Rimekunsten (1650).

### Fra fortidens naturdigtning til kunstpoesi
Bestræbelserne for at føre fortidens naturdigtning over i kunstpoesi måtte først og fremmest rettes på det ydre: i stedet for at skrive vers blot efter øret måtte man lære at danne dem regelmæssig; man måtte se at få poesiens tekniske apparat i orden. I så henseende var banen brudt allerede i det 16. århundrede af Niels Olufsen Halveg og 1627 af Peder Jensen Roskilde. Disses utrykte arbejder kendte Judichær dog næppe; derimod var hans samtidige, rektor Hans Mikkelsen Ravn i Slagelse, kommet ham i forkøbet med udgivelsen af en metrik i 1649, der er nok så klar og vidner om større belæsthed, også i fremmede litteraturer.
På det afgørende punkt, forståelsen af, at versifikationen i de moderne sprog må bygges på betoning og ikke kan støttes til de antikke kvantitetsregler, står Judichær snarest tilbage for sine forgængere, og da hans enke endelig efter hans død fik udgivet hans store Prosodia Danica (1671), viste dennes indhold sig ikke at svare til dens omfang, idet den større udførlighed til dels beror på en vis forvirret bredde og snakkesalighed.

### Judichærs fortrin: han arbejdede på dansk
Men det fortrin har Judichær frem for vore tidligere metrikere, at han behandler sit emne på dansk, ligesom han overalt udtaler sig med stor varme og kærlighed om modersmålet: "Hvo sit eget Modersmaal ikke højt agter, han burde med raadne Æg af hans Fædreland at udjages, og aldrig burde han saa værdig at agtes, at han en dansk skulde kaldes." I Prosodia Danica eller Danske Riimkunst skrev Judichær, at "derfor skal man ikke kalde en Dræng en Gut paa Norsk, eller Paag paa Skaansk, eller Sorck paa Gullandsk [dvs. gotlandsk], eller Pois paa Øselsk, eller en Baan oc Bar, paa Jydsk (…) det vilde falde heel Ureent i vort Spraag."
Judichærs egne forsøg i digtekunsten indskrænker sig til nogle lejlighedsvers og rimede eksempler i metrikken samt enkelte bevarede salmer, der ikke hæver sig over tidens almindelige rimerier eller give anledning til at beklage tabet af hans forbedrede bog. Men ligesom han ved sine første skridt i metrisk retning muligvis er blevet vejledt af den danske kunstdigtnings fader, Anders Arrebo, er det sandsynligt, at han selv kan have påvirket den mand, der siden hævede modersmålet så højt, som det overhovedet nåede i det 17. århundrede, Thomas Kingo, som var født i Slangerup, gik i skole dér, mens Judichær var byens præst, og endelig blev hans efterfølger i embedet.
  
Kirkehistoriske Samlinger. 3. R. III.
Nyerup og Rahbek: Den danske Digtekunst II, xxxii ff.
Paludan: Renaissancebevægelsen i Danmark. Litt. S. 376. 378. 420 ff.
J. Paludan.

## Af Judichærs arbejder
- «Synopsis prosodiæ Danicæ eller kort Exstrakt af Rimekunsten» (1650).
- «Prosodia Danica» (1671)